# Ihor Korotecki
Ihor Ołeksandrowycz Korotecki, ukr. Ігор Олександрович Коротецький (ur. 13 września 1987 w Charkowie) – ukraiński piłkarz, grający na pozycji bocznego obrońcy.

## Kariera piłkarska

### Kariera klubowa
Korotecki pochodzi z miasta Charków, od 8 lat uczęszczał do miejscowej DJuSSz. Młodego 14-latka zauważyli skauci Szachtara Donieck. Następne trzy lata uczył się w Akademii Piłkarskiej Szachtara. Początkowo grał w drużynie juniorów, ale w sezonie 2005/2006 został włączony przez trenera Mirceę Lucescu do kadry pierwszej drużyny. Wtedy też zadebiutował w Ukraińskiej Wyszczej Lidze, a w całym sezonie rozegrał 2 mecze mając przy tym niewielki udział w wywalczeniu przez klub mistrzostwa Ukrainy. Korotecki miał jednak małe szanse na grę w pierwszym składzie i na sezon 2006/07 został wypożyczony do Krywbasu Krzywy Róg, w którym miał pewne miejsce w wyjściowej jedenastce, ale w marcu 2007 w meczu reprezentacyjnym z młodzieżową reprezentacją Bułgarii doznał ciężkiej kontuzji – złamania kości strzałkowej, przemieszczenia stawu oraz pęknięcia wiązadła w kostce – i do końca sezonu nie pojawił się na boisku. Przeszedł pomyślnie operację w brukselskiej klinice, a latem 2007 powrócił do Szachtara. Grał jednak w rezerwach, a w styczniu 2008 został wypożyczony do Zorii Ługańsk, potem w lutym 2009 do Illicziwca Mariupol. Od lata 2009 był wypożyczony do Metałurha Donieck. Latem 2011 po wygaśnięciu kontraktu z Szachtarem podpisał nowy kontrakt z Zorią Ługańsk. 27 lutego 2013 opuścił ługański klub. Potem występował w Metałurhu Zaporoże. 2 stycznia 2015 opuścił zaporoski klub. 28 lutego 2015 podpisał kontrakt z Howerłą Użhorod. Rozegrał dwa mecze i postanowił rozwiązać kontrakt z klubem. Latem 2015 wyjechał do Turkmenistanu, gdzie został piłkarzem Ahal FK. W marcu 2016 jako wolny agent zasilił skład Heliosu Charków. 4 grudnia 2016 opuścił charkowski klub, ale w lutym powrócił do Heliosu. Latem 2017 zasilił skład Awanhardu Kramatorsk. 2 lutego 2018 przeszedł do Kəpəz Gəncə. Latem 2018 przeniósł się do Səbail Baku, w którym grał do 16 stycznia 2020.
| Sezon   | Klub               | Kraj    | Rozgrywki    | Mecze | Bramki |
| ------- | ------------------ | ------- | ------------ | ----- | ------ |
| 2005/06 | Szachtar Donieck   | Ukraina | Wyszcza Liha | 2     | 0      |
| 2006/07 | Krywbas Krzywy Róg | Ukraina | Wyszcza Liha | 13    | 0      |
| 2007/08 | Szachtar-2 Donieck | Ukraina | Druha Liha   | ?     | ?      |
| 2008/09 | Zoria Ługańsk      | Ukraina | Wyszcza Liha |       |        |

## Kariera reprezentacyjna
Reprezentacyjną karierę Korotecki rozpoczął od występów w młodzieżowej reprezentacji Ukrainy U-19, a obecnie jest członkiem kadry U-21. Jest kapitanem kadry młodzieżowej.